# 12200 Richlipe
12200 Richlipe è un asteroide della fascia principale. Scoperto nel 1981, presenta un'orbita caratterizzata da un semiasse maggiore pari a 2,5842440 au e da un'eccentricità di 0,2114969, inclinata di 5,80405° rispetto all'eclittica.